# 奧列克西伊夫卡 (多布羅韋利奇基夫卡區)
48°13′44″N 31°21′44″E / 48.22889°N 31.36222°E
奧列克西伊夫卡（烏克蘭語：Олексіївка），是烏克蘭中部的村莊，隸屬基洛夫格勒州的新烏克蘭卡區。該村始建於1924年，面積4.25平方公里，海拔高度163米，2024年人口828，人口密度每平方公里272.5人。